# 18 mai dans les chemins de fer
18 avril 18 juin
Chronologies thématiques
- Croisades
- Sports
- Disney

Cette page concerne les événements qui se sont déroulés un 18 mai dans les chemins de fer.

## Événements

### XIXesiècle
- 1863. Espagne : Inauguration de la section Miranda de Ebro-Haro du chemin de fer de Tudela à Bilbao (Compañía del Ferrocarril de Tudela a Bilbao)
- 1878. France : adoption de la loi créant la compagnie des chemins de fer de l'État (ou réseau État), constituée de 2600 km de diverses lignes de compagnies secondaires.
- 1896. France : ouverture à l'exploitation du Tramway de Saint-Romain-de-Colbosc dans le département de Seine-Inférieure (Seine-Maritime).

### XXesiècle
- 1990. France : la rame SNCF n° 325 du TGV Atlantique établit le record du monde de vitesse sur rail à 515,3 km/h sur la LGV Atlantique (Paris-Tours) près de Vendôme, au terme d'une série d'essais.
- 1993. France : Inauguration de la ligne TGV Paris-Lille.

### XXIesiècle
- 2006. France : le président Jacques Chirac a visité les aménagements de la gare de Paris-Montparnasse à Paris destinés à faire de celle-ci une gare « pilote » dans l'amélioration de l'accès aux transports ferroviaires aux personnes handicapées.